# Fabrizio Gollin

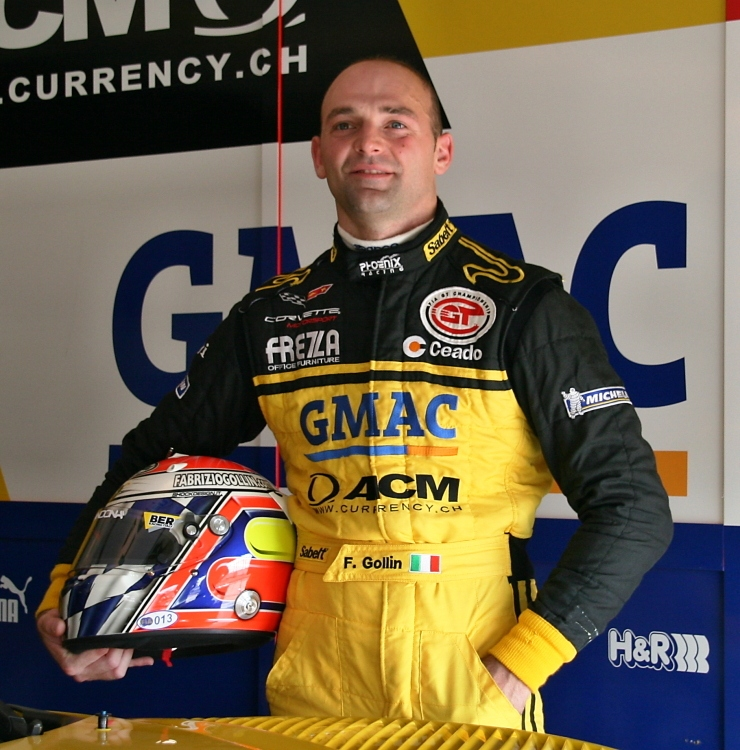
Fabrizio Gollin 2020

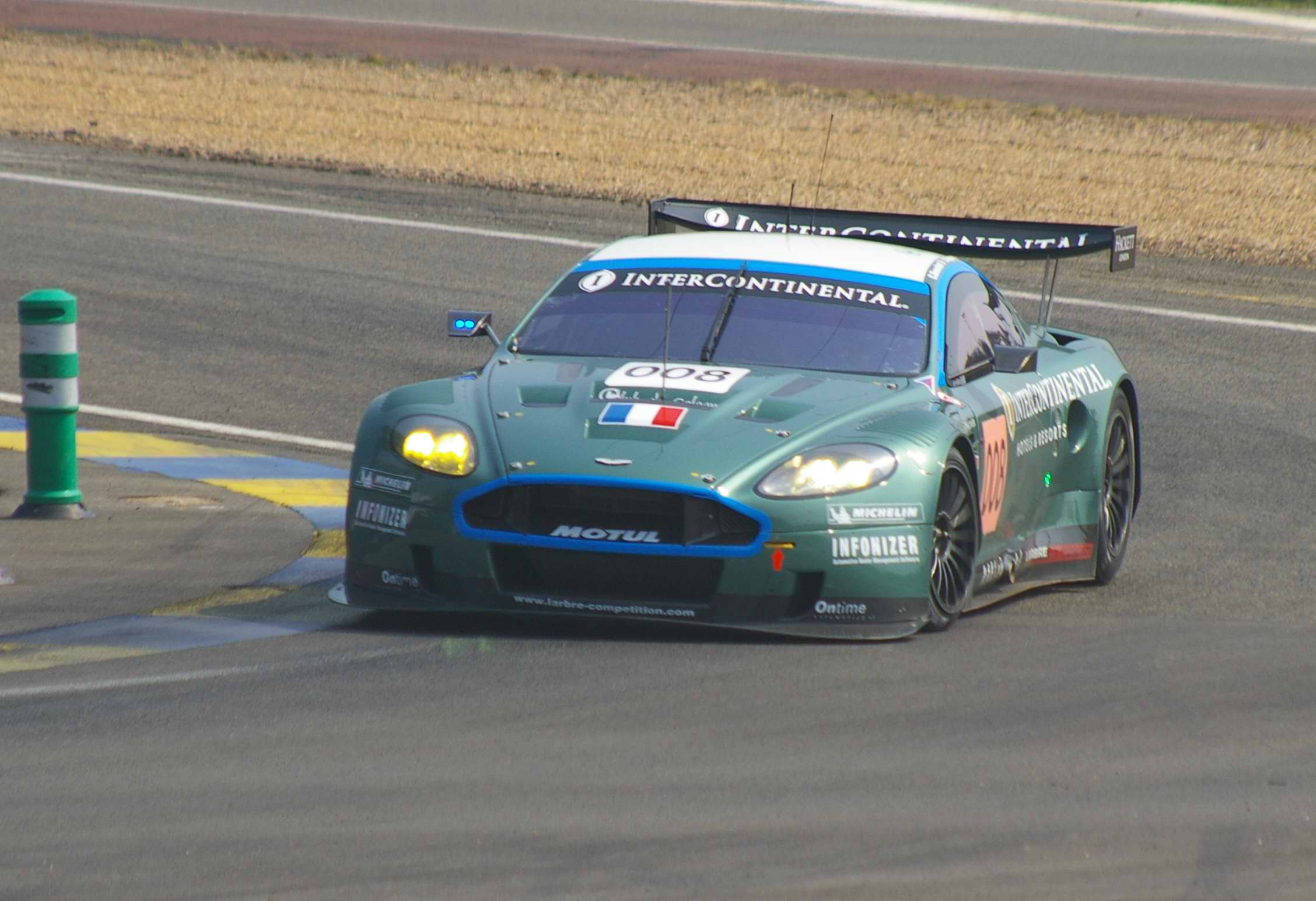
Der Aston Martin DBR9 von Christophe Bouchut, Casper Elgaard und Fabrizio Gollin beim 24-Stunden-Rennen von Le Mans 2007

Fabrizio Gollin (* 28. März 1975 in Camposampiero) ist ein ehemaliger italienischer Autorennfahrer.

## Karriere
Fabrizio Gollin begann seine Karriere in der italienischen Formel-3-Meisterschaft. 1994 fuhr er dort auf einem Dallara 393 von Ravarotto Racing seine erste Saison. 1996 folgte der Wechsel in die Formel 3000; er fuhr in der internationalen Meisterschaft mit Abstechern in die italienische Formel-3000-Meisterschaft, wo er 1999 zwei Rennen bestritt. Gollin fuhr sechs Jahre lang Rennen in dieser Rennserie, Rennsieg konnte er keinen erzielen, auch die Anzahl der erzielten Punkte blieb bescheiden.
Nach dem Ende seiner Monoposto-Laufbahn wechselte er in die FIA-GT-Meisterschaft. Nach einem Jahr bei Carsport Holland gewann er 2004 als Werksfahrer der BMS Scuderia Italia – es war sein zweites Jahr für das italienische Rennteam – die Gesamtwertung dieser Rennserie auf einem Ferrari 550 Maranello. 2005 gab er sein Debüt beim 24-Stunden-Rennen von Le Mans, wo er 2007 mit dem siebten Gesamtrang seiner bisher beste Platzierung in der Gesamtwertung einfahren konnte. Neben der FIA-GT-Meisterschaft fährt Gollin auch regelmäßig in der Le Mans Series und der American Le Mans Series und hatte 2009 und 2010 Gaststarts in der Grand-Am Sports Car Series.

## Statistik

### Le-Mans-Ergebnisse
| Jahr | Team                       | Fahrzeug                  | Teamkollege         | Teamkollege    | Platzierung | Ausfallsgrund |
| ---- | -------------------------- | ------------------------- | ------------------- | -------------- | ----------- | ------------- |
| 2005 | BMS Scuderia Ferrari       | Ferrari 550 GTS Maranello | Christian Pescatori | Miguel Ramos   | Ausfall     | Defekt        |
| 2006 | BMS Scuderia Ferrari       | Aston Martin DBR9         | Christian Pescatori | Fabio Babini   | Ausfall     | Unfall        |
| 2007 | Aston Martin Racing Larbre | Aston Martin DBR9         | Christophe Bouchut  | Casper Elgaard | Rang 7      |               |

### Sebring-Ergebnisse
| Jahr | Team               | Fahrzeug              | Teamkollege        | Teamkollege        | Platzierung | Ausfallgrund    |
| ---- | ------------------ | --------------------- | ------------------ | ------------------ | ----------- | --------------- |
| 2005 | Care Racing Larbre | Ferrari 550 Maranello | Christophe Bouchut | Sébastien Bourdais | Ausfall     | Getriebeschaden |